# ボセンタン
ボセンタン(BOZENTAN)はエンドセリン受容体拮抗剤であり、肺高血圧の治療薬である。アメリカ、EU、日本などでアクテリオンファーマシューティカルズから、商品名トラクリアとして販売されている。

## 作用機序
ボセンタンはエンドセリン-A(ET-A)受容体、エンドセリン-B(ET-B)受容体に対してエンドセリン-1と拮抗する。正常状態では、エンドセリン-1がET-A受容体またはET-B受容体に結合することで肺血管が収縮する。ボセンタンはこの相互作用を阻害し肺血管抵抗を減らす。ET-A受容体に対する結合親和性の方がやや高い。

## 臨床使用
ボセンタンはおもに肺高血圧の治療に用いられる。2007年、EUにて全身性強皮症と進行中の指尖潰瘍に対する治療薬として承認された。
米国においては、トラクリアは肺動脈性肺高血圧(WHOグループI)のWHOクラスII-IVの患者に対する使用が適応とされ、運動能力を改善し病状悪化を減らすために使われている。